# 学術著作権協会
一般社団法人学術著作権協会（がくじゅつちょさくけんきょうかい、Japan Academic Association for Copyright Clearance）は、学術研究、学術出版を行う団体等の著作権の擁護・管理を目的とする著作権管理団体。東京都港区赤坂に本部を置く。
著作権等管理事業者として文化庁に登録している。正式名称「一般社団法人学術著作権協会」。略称＝「学著協」、「JAACC」。
複写権管理の国際組織「複写権管理機構国際連合」（International Federation of Reproduction Rights Organisations,IFRRO）に加盟して活動している。
著作者団体連合、出版者著作権管理機構、新聞著作権協議会とともに、公益社団法人日本複製権センターの構成団体となっている。

## 沿革
1989年、日本工学会、日本歯科医学会、日本農学会、日本薬学会の4団体の協力で発足。複写権の集中処理業務をスタート。
2002年、著作権等管理事業者として文化庁に登録。
2003年、有限責任中間法人学術著作権協会を設立･登記。
2009年、一般社団法人に移行。

## 主な事業
主に、学術著作物を複製するなどの著作物の利用ついての許諾・管理を受託・代行している。社団法人日本複写権センターに加盟し、学術著作物の複写使用料の徴収代行、再分配業務を行っている。
また、アメリカ合衆国のCopyright Clearance Center、イギリス（CLA）、インド（IRRO）、シンガポール（CLASS）、スイス（ProLitteris）、香港（HKRRLS）、メキシコ（CeMPro）といった海外の複製権機構と双務協定を締結し、これらを通じて許諾手続きを行っている。
著作権を受託している学術著作物のタイトルは、海外受託団体から受託したものを含めて、2006年度で70万件を超え、許諾契約者は、日本企業に限っても3,000社以上。

## 注
1. ↑  JAACCからのメッセージ 学術著作権協会サイト内
2. ↑  日本複写権センターの概要 日本複写権センターサイト内
3. ↑  沿革 学術著作権協会サイト内
4. ↑  設立経緯 学術著作権協会サイト内
5. ↑  前掲・設立経緯
6. ↑  前掲・沿革
7. ↑  使命・役割 学術著作権協会サイト内
8. ↑  重要なお知らせ
9. ↑  使用料の分配 学術著作権協会サイト内
10. ↑  前掲「使命・役割」